# دردار مقصي
دردار مقصي (الاسم العلمي: Ulmus forficata) هو نوع نباتي يتبع جنس الدردار من فصيلة الدردارية.